# 아라라트주

아라라트주의 위치

아라라트주(아르메니아어: Արարատի մարզ)는 아르메니아 서부에 위치한 주로, 주도는 아르타샤트이며 면적은 2,096km2, 인구는 252,665명(2002년 기준)이다. 주 이름은 아라라트산에서 유래된 이름이며 서쪽으로는 터키, 남쪽으로는 아제르바이잔의 나히체반 자치공화국, 북서쪽으로는 아르마비르주, 북쪽으로는 코타이크주, 동쪽으로는 게가르쿠니크주, 남동쪽으로는 바요츠조르주와 접한다.

## 같이 보기
- 우라르투